# Liste des épisodes de Doctor Who (depuis 2023)
Cet article concerne les épisodes diffusés depuis 2023. Pour ceux diffusés entre 1963 et 1989, voir Liste des épisodes de Doctor Who (1963-1989). Pour ceux diffusés entre 2005 et 2022, voir Liste des épisodes de Doctor Who (2005-2022).
Cet article présente la liste des épisodes de la série télévisée britannique Doctor Who depuis 2023.
Doctor Who est une série de science-fiction produite et diffusée par la BBC depuis 1963. La première série, diffusée jusqu'en 1989, est suivie par un téléfilm en 1996. Près de dix ans plus tard, en 2005, la série fait l'objet d'un renouvellement en une deuxième série, mais également en 2023, avec l'arrivée de Disney+ dans la production de la série, où, même si c'est la suite direct, le compte des saisons reprends à zéro, qui est toujours diffusée à ce jour. Les trois périodes représentent près de 900 épisodes, faisant de Doctor Who la série de science-fiction la plus longue de l'histoire de la télévision.
La série a la particularité d'avoir un seul personnage principal, Le Docteur, interprété par 20 acteurs à ce jour. Cela s'explique par sa capacité à se régénérer, avec presque à chaque fois un corps différent. Au cours des premières saisons, les intrigues étaient liées les unes aux autres, elles-mêmes composées de plusieurs épisodes. La nouvelle série a choisi un format plus traditionnel d'épisodes uniques, les arcs narratifs s'articulant occasionnellement en histoires en plusieurs parties.
En raison de procédures en vigueur par la BBC dans les années 1970, 97 épisodes diffusés dans les années 1960 ont disparu, résultant en pas moins de 26 histoires incomplètes, bien que tous les enregistrements audios soient toujours disponibles et que certaines histoires aient été restaurées.
La liste suivante est classée par ordre chronologique, séparée en trois séries, la classique (1963-1989), la New Who (2005-2022) et celle du Whoniverse (depuis 2023), et divisée selon l'identité du Docteur, les saisons, le nombre d'arcs, d'épisodes et d'histoires par saisons. Le numéro de la première colonne est utilisée ici pour servir de guide général sur l'ensemble de la série depuis ses débuts. L'ère du Huitième Docteur ne faisant partie ni de l'ère classique ou de la New Who, l'option de la positionner à part permet de mieux voir ses deux uniques apparitions en tant que Docteur principale de l'histoire.

## Résumé
| N°  | Saison            | Saison | Acteur           | Arcs  | Hist.   | Ep.       | Diffusion |
| --- | ----------------- | ------ | ---------------- | ----- | ------- | --------- | --------- |
| 1er |                   | 1      | William Hartnell | 8     | 1-8     | 42        | 1963-1964 |
| 1er |                   | 2      | William Hartnell | 9     | 9-17    | 39        | 1964-1965 |
| 1er |                   | 3      | William Hartnell | 10    | 18-27   | 45        | 1965-1966 |
| 1er |                   | 4(a)   | William Hartnell | 2     | 28-29   | 8         | 1966      |
| 2e  | Patrick Troughton | 4(a)   | 7                | 30-36 | 35      | 1966-1967 |           |
| 2e  | Patrick Troughton |        | 5                | 7     | 37-43   | 40        | 1967-1968 |
| 2e  | Patrick Troughton |        | 6                | 7     | 44-50   | 44        | 1968-1969 |
| 3e  |                   | 7      | Jon Pertwee      | 4     | 51-54   | 25        | 1970      |
| 3e  |                   | 8      | Jon Pertwee      | 5     | 55-59   | 25        | 1971      |
| 3e  |                   | 9      | Jon Pertwee      | 5     | 60-64   | 26        | 1972      |
| 3e  |                   | 10     | Jon Pertwee      | 5     | 65-69   | 26        | 1972-1973 |
| 3e  |                   | 11     | Jon Pertwee      | 5     | 70-74   | 26        | 1973-1974 |
| 4e  |                   | 12     | Tom Baker        | 5     | 75-79   | 20        | 1974-1975 |
| 4e  |                   | 13     | Tom Baker        | 6     | 80-85   | 26        | 1975-1976 |
| 4e  |                   | 14     | Tom Baker        | 6     | 86-91   | 26        | 1976-1977 |
| 4e  |                   | 15     | Tom Baker        | 6     | 92-97   | 26        | 1977-1978 |
| 4e  |                   | 16     | Tom Baker        | 6     | 98-103  | 26        | 1978-1979 |
| 4e  |                   | 17     | Tom Baker        | 5     | 104-108 | 20        | 1979-1980 |
| 4e  | Shada(b)          | 1      | Tom Baker        | —     | 6       | Annulé    |           |
| 4e  |                   | 18     | Tom Baker        | 7     | 109-115 | 28        | 1980-1981 |
| 5e  |                   | 19     | Peter Davison    | 7     | 116-122 | 26        | 1982      |
| 5e  |                   | 20     | Peter Davison    | 6     | 123-128 | 22        | 1983      |
| 5e  | Spécial(c)        | 1      | Peter Davison    | 129   | 1       |           | 1983      |
| 5e  |                   | 21(d)  | Peter Davison    | 6     | 130-135 | 20        | 1984      |
| 6e  | Colin Baker       | 21(d)  | 1                | 136   | 4       |           | 1984      |
| 6e  | Colin Baker       |        | 22               | 6     | 137-142 | 13        | 1985      |
| 6e  | Colin Baker       |        | 23               | 4     | 143     | 14        | 1986      |
| 7e  |                   | 24     | Sylvester McCoy  | 4     | 144-147 | 14        | 1987      |
| 7e  |                   | 25     | Sylvester McCoy  | 4     | 148-151 | 14        | 1988-1989 |
| 7e  |                   | 26     | Sylvester McCoy  | 4     | 152-155 | 14        | 1989      |

| N° | Saison | Saison      | Acteur      | Arc | Hist. | Ep. | Diffusion |
| -- | ------ | ----------- | ----------- | --- | ----- | --- | --------- |
| 8e |        | Téléfilm(e) | Paul McGann | 1   | 156   | 1   | 1996      |
| 8e |        | Minisode(f) | Paul McGann | 1   | —     | 1   | 2013      |

| N°  | Saison | Saison   | Acteur                | Arcs | Hist.   | Ep. | Diffusion |
| --- | ------ | -------- | --------------------- | ---- | ------- | --- | --------- |
| 9e  |        | 1 (27)   | Christopher Eccleston | 10   | 157-166 | 13  | 2005      |
| 10e |        | 2 (28)   | David Tennant         | 11   | 167-177 | 14  | 2005-2006 |
| 10e |        | 3 (29)   | David Tennant         | 10   | 178-187 | 14  | 2006-2007 |
| 10e |        | 4 (30)   | David Tennant         | 11   | 188-198 | 14  | 2007-2008 |
| 10e |        | Spéciaux | David Tennant         | 4    | 199-202 | 5   | 2008-2010 |
| 11e |        | 5 (31)   | Matt Smith            | 10   | 203-212 | 13  | 2010      |
| 11e |        | 6 (32)   | Matt Smith            | 12   | 213-224 | 14  | 2010-2011 |
| 11e |        | 7 (33)   | Matt Smith            | 15   | 225-239 | 15  | 2011-2013 |
| 11e |        | Spéciaux | Matt Smith            | 2    | 240-241 | 2   | 2013      |
| 12e |        | 8 (34)   | Peter Capaldi         | 11   | 242-252 | 12  | 2014      |
| 12e |        | 9 (35)   | Peter Capaldi         | 11   | 253-263 | 14  | 2014-2015 |
| 12e |        | 10 (36)  | Peter Capaldi         | 13   | 264-276 | 14  | 2016-2017 |
| 13e |        | 11 (37)  | Jodie Whittaker       | 11   | 277-287 | 11  | 2018-2019 |
| 13e |        | 12 (38)  | Jodie Whittaker       | 9    | 288-296 | 11  | 2020-2021 |
| 13e |        | 13 (39)  | Jodie Whittaker       | 1    | 297     | 6   | 2021      |
| 13e |        | Spéciaux | Jodie Whittaker       | 3    | 298-300 | 3   | 2022      |

| N°  | Saison | Saison   | Acteur        | Arcs | Hist.   | Ep. | Diffusion |
| --- | ------ | -------- | ------------- | ---- | ------- | --- | --------- |
| 14e |        | Spéciaux | David Tennant | 3    | 301-303 | 3   | 2023      |
| 15e |        | 1 (40)   | Ncuti Gatwa   | 8    | 304-311 | 9   | 2023-2024 |
| 15e |        | 2 (41)   | Ncuti Gatwa   | 8    | 312-319 | 9   | 2024-2025 |
| ?   |        | 3 (42)   | Billie Piper  | —    | —       | —   | —         |
| ?   | 4 (43) |          | Billie Piper  | —    | —       | —   | —         |

- (a) Le Premier Docteur se régénère lors de l'arc The Tenth Planet. Le Deuxième Docteur prend le relai à partir du 3e arc The Power of the Daleks.
- (b) La Saison 17 possède un arc annulé du nom de Shada qui devait contenir 6 épisodes.
- (c) La Saison 20 possède un épisode spécial à l'occasion du 20e Anniversaire appelé The Five Doctors.
- (d) Le Cinquième Docteur se régénère lors du 6e arc The Caves of Androzani. Le Sixième Docteur n'apparait que pour l'ultime arc de la saison appelée The Twin Dilemma.
- (e) Le Septième Docteur apparait seulement lors des premières minutes du film avant de rapidement passer le relai au Huitième Docteur.
- (f) Le Huitième Docteur apparait dans le minisode The Night of the Doctor à l'occasion du 50e Anniversaire de la série.

## Contexte
À partir des spéciaux du 60ᵉ anniversaire de la série diffusés en 2023 sur Disney+, les nouvelles saisons commenceront de nouveau à partir de "1" en faisant ainsi un nouveau segment de la série pour les prochaines années à venir ainsi également que la réutilisation du logo de la série datant de la période (1973-1980) du 3e et 4e Docteur qui à l'occasion de cet événement est modernisé en 3D.

## Quatorzième Docteur(2023)

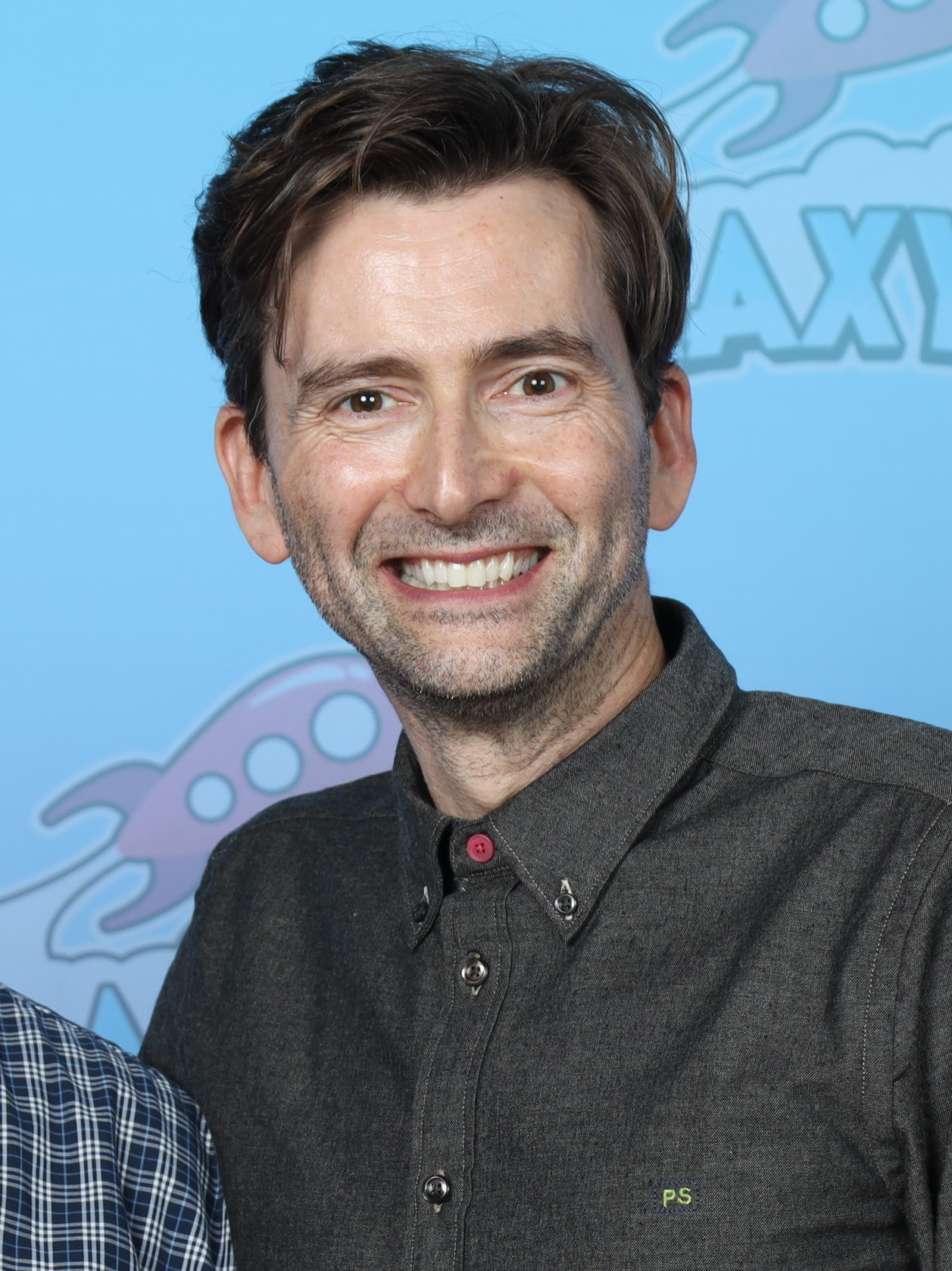
David Tennant, interprète du Quatorzième Docteur

Le 29 juillet 2021, la BBC annonce le départ de Jodie Whittaker dans le rôle du Docteur et de Chris Chibnall en tant que producteur exécutif après trois saisons. La fin de l'épisode spécial Le Pouvoir du Docteur, diffusé le 23 octobre 2022, révèle que le Quatorzième Docteur est à nouveau interprété par David Tennant, qui devient donc le premier acteur à avoir joué deux incarnations différentes du personnage, après avoir interprété le Dixième Docteur de 2005 à 2010. Russell T Davies fait également son retour en tant que producteur exécutif de la série, après avoir déjà occupé ces fonctions de 2005 à 2010.

### Épisodes spéciaux(2023)

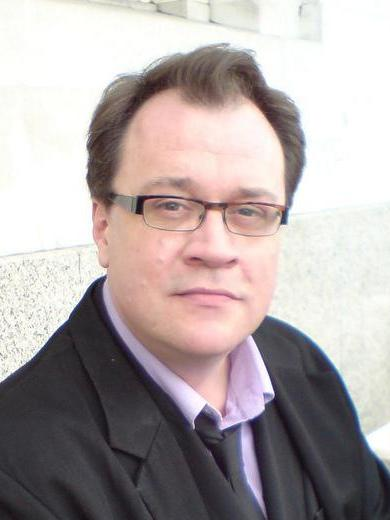
Russell T Davies, showrunner de Doctor Who 2005 à 2010 et de retour en 2023

Trois épisodes spéciaux seront diffusés entre le 25 novembre 2023 et le 9 décembre 2023, à l'occasion des festivités du 60e anniversaire de la série. Ces épisodes marquent non seulement le retour de David Tennant comme Quatorzième Docteur, mais également celui de Catherine Tate dans le rôle de Donna Noble, de Jacqueline King dans le rôle de Sylvia Noble, ainsi que celui de Bernard Cribbins dans le rôle de Wilfred Mott (dont sa dernière apparition dans la série, l'acteur étant décédé le 27 juillet 2022). On l'aperçoit dans un fauteuil roulant poussé par le Docteur dans de brèves images qui ont fuité en juillet 2022. Il est cependant présent dans le deuxième épisode spécial, Aux Confins de l'Univers. Il a été confirmé par Russell T. Davies dans Doctor Who: Unleashed que c'est la seule scène qu'ils aient pu tourner avec Bernard Cribbins avant sa disparition à l'âge de 93 ans.

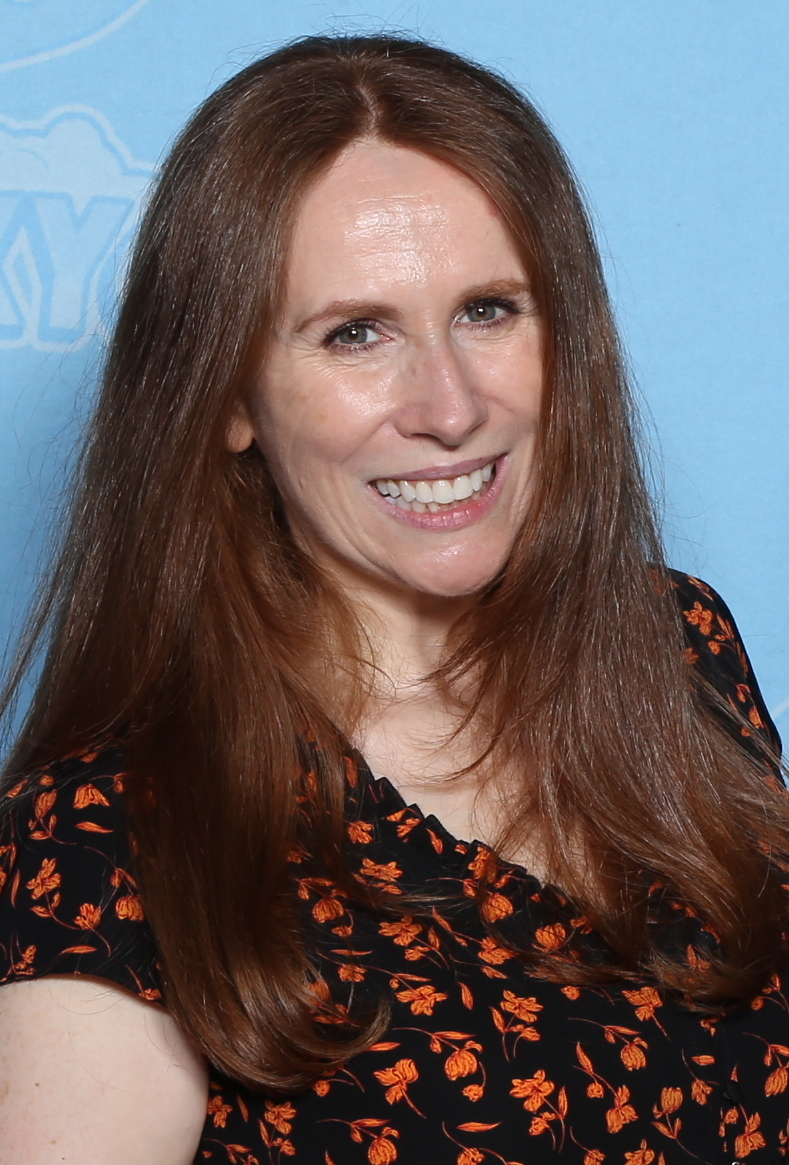
Catherine Tate, interprète de Donna Noble

L'acteur Neil Patrick Harris rejoint également la distribution, il y jouera un des plus grands ennemis que le Docteur ait jamais connu. Il a été confirmé, après la diffusion d'un trailer officiel en septembre 2023, qu'il interprète le fameux "Fabricant de Jouets" ("Toymaker" en VO) qui n'était apparue qu'une seule fois lors de la première série dans l'histoire The Celestial Toymaker (1966) qui était alors joué par Michael Gough aux côtés du Premier Docteur qui était aussi joué à cette époque par William Hartnell. Yasmin Finney interprète un personnage nommé Rose Noble, en faisant ainsi la première actrice transgenre de la série. Il y a notamment l'arrivée pour la première fois à l'écran de nouveaux monstres comme Beep et les guerriers Wrarth qui ne sont apparus que dans le comic The Star Beast, paru en 1980, et d'aventures audio Big Finish.
| N°  | Part. | Titre original   | Titre français           | Scénario                                                          | Réalisation    | Première diffusion au Royaume-Uni | Première diffusion en France (Sur Disney +) | Audience (en millions) |
| --- | ----- | ---------------- | ------------------------ | ----------------------------------------------------------------- | -------------- | --------------------------------- | ------------------------------------------- | ---------------------- |
| 301 | 1     | The Star Beast   | La Créature stellaire    | Russell T Davies D'après une histoire de Pat Mills & Dave Gibbons | Rachel Talalay | 25 novembre 2023                  | 25 novembre 2023                            | 7.61                   |
| 302 | 2     | Wild Blue Yonder | Aux Confins de l'Univers | Russell T Davies                                                  | Tom Kingsley   | 2 décembre 2023                   | 2 décembre 2023                             | 6.90                   |
| 303 | 3     | The Giggle       | Le Fabricant de Jouets   | Russell T Davies                                                  | Chanya Button  | 9 décembre 2023                   | 9 décembre 2023                             | 6.85                   |

## Quinzième Docteur(2023-2025)

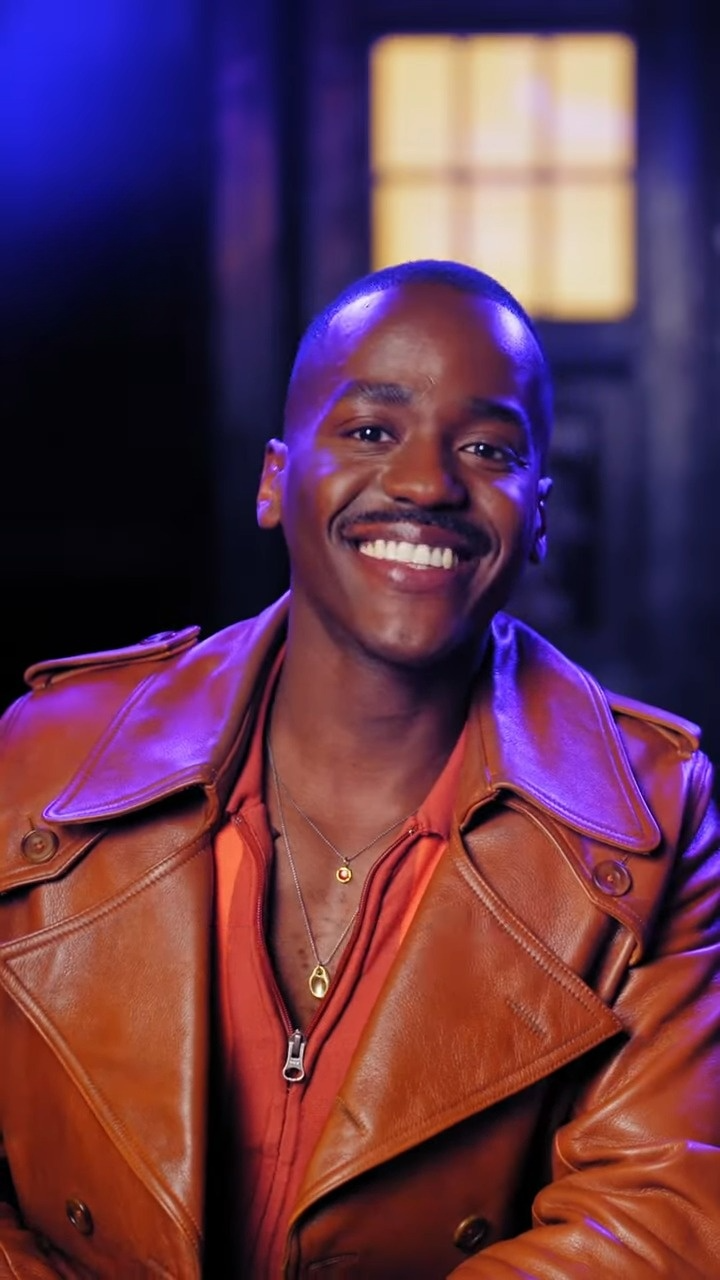
Ncuti Gatwa, interprète du Quinzième Docteur.

Le 8 mai 2022, la BBC annonce sur les réseaux que Ncuti Gatwa reprend le rôle du Docteur, devenant le premier homme noir et le premier acteur né hors du Royaume-Uni à interpréter ce rôle.
Révélée par la BBC lors de l’événement annuel du téléthon « Children in Need » le 18 novembre 2022 au soir, Millie Gibson jouera le nouveau compagnon aux côtés du Quinzième Docteur de Ncuti Gatwa. Aucun détail n’a encore été révélé sur le personnage, au-delà du fait qu’elle s’appelle Ruby Sunday.

### 1reSaison(2023-2024)

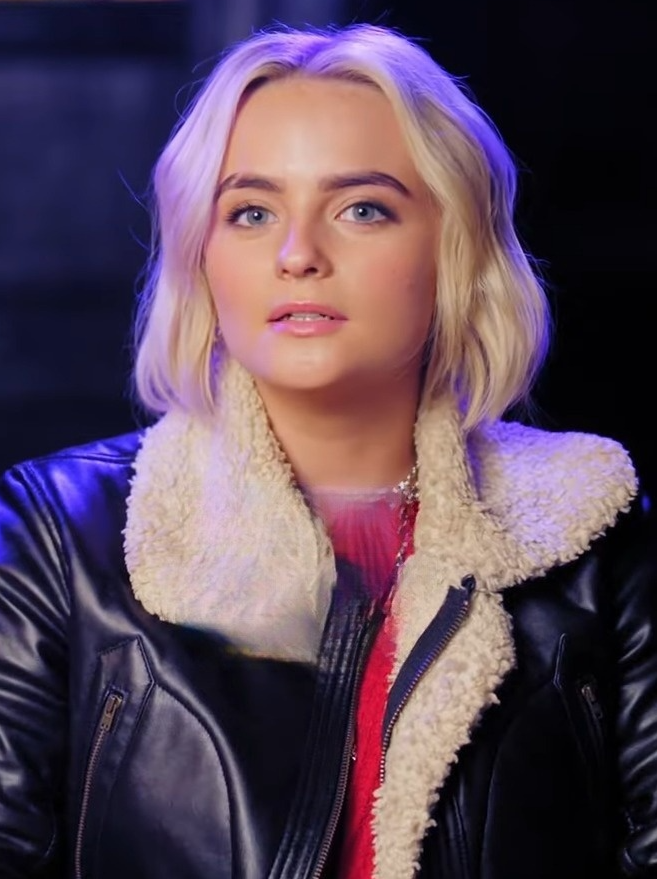
Millie Gibson, interprète de Ruby Sunday.

Le tournage de la Saison 1 et de l'épisode spécial de Noël a débuté le 5 décembre 2022 et s'est achevé le 15 juillet 2023. Le premier épisode est attendu pour le 25 décembre 2023 de la même année et une fin de diffusion pour le 22 juin 2024.
La Saison 1 devrait être diffusée dès le 11 mai 2024 avec exceptionnellement, les deux premiers épisodes de la saison disponible en simultané sur BBC iPlayer et Disney+. Russell T Davies indique qu'il y aura 8 épisodes par saison et un épisode spécial de Noël tous les ans, durant les prochaines années.
Il a par ailleurs été révélé que les personnages de Kate Stewart (Jemma Redgrave) et Mel Bush (Bonnie Langford) feraient leur retour au cours de la saison. La gagnante de la 5e saison de RuPaul's Drag Race et 7e saison de RuPaul's Drag Race: All Stars, Jinkx Monsoon, est annoncée dans le rôle de Maestro, décrit comme étant "l'ennemi le plus puissant que le Docteur ait jamais connu pour l'instant".
| N°      | Part.   | Titre original            | Titre français            | Scénario                    | Réalisation           | Première diffusion au Royaume-Uni | Première diffusion en France (sur Disney+) | Audience (en millions) |
| Spécial | Spécial | Spécial                   | Spécial                   | Spécial                     | Spécial               | Spécial                           | Spécial                                    | Spécial                |
| ------- | ------- | ------------------------- | ------------------------- | --------------------------- | --------------------- | --------------------------------- | ------------------------------------------ | ---------------------- |
| 304     | 0       | The Church on Ruby Road   | L'église de Ruby Road     | Russell T Davies            | Mark Tonderai         | 25 décembre 2023                  | 25 décembre 2023                           | 7.49                   |
| Saison  |         |                           |                           |                             |                       |                                   |                                            |                        |
| 305     | 1       | Space Babies              | Les Bébés de l'Espace     | Russell T Davies            | Julie Anne Robinson   | 11 mai 2024                       | 11 mai 2024                                | 4.01                   |
| 306     | 2       | The Devil's Chord         | L'Accord du Diable        | Russell T Davies            | Ben Chessell          | 11 mai 2024                       | 11 mai 2024                                | 3.91                   |
| 307     | 3       | BOOM                      | BOUM                      | Steven Moffat               | Julie Anne Robinson   | 18 mai 2024                       | 18 mai 2024                                | 3.58                   |
| 308     | 4       | 73 Yards                  | 73 Yards                  | Russell T Davies            | Dylan Holmes Williams | 25 mai 2024                       | 25 mai 2024                                | 4.06                   |
| 309     | 5       | Dot and Bubble            | Œil et Cerveau Bulle      | Russell T Davies            | Dylan Holmes Williams | 1er juin 2024                     | 1er juin 2024                              | 3.38                   |
| 310     | 6       | Rogue                     | Rogue                     | Kate Herron & Briony Redman | Ben Chessell          | 8 juin 2024                       | 8 juin 2024                                | 3.52                   |
| 311     | 7       | The Legend of Ruby Sunday | La Légende de Ruby Sunday | Russell T Davies            | Jamie Donoughue       | 15 juin 2024                      | 15 juin 2024                               | 3.50                   |
| 311     | 8       | Empire of Death           | L'Empire de Mort          | Russell T Davies            | Jamie Donoughue       | 22 juin 2024                      | 22 juin 2024                               | 3.69                   |

### 2eSaison(2024-2025)

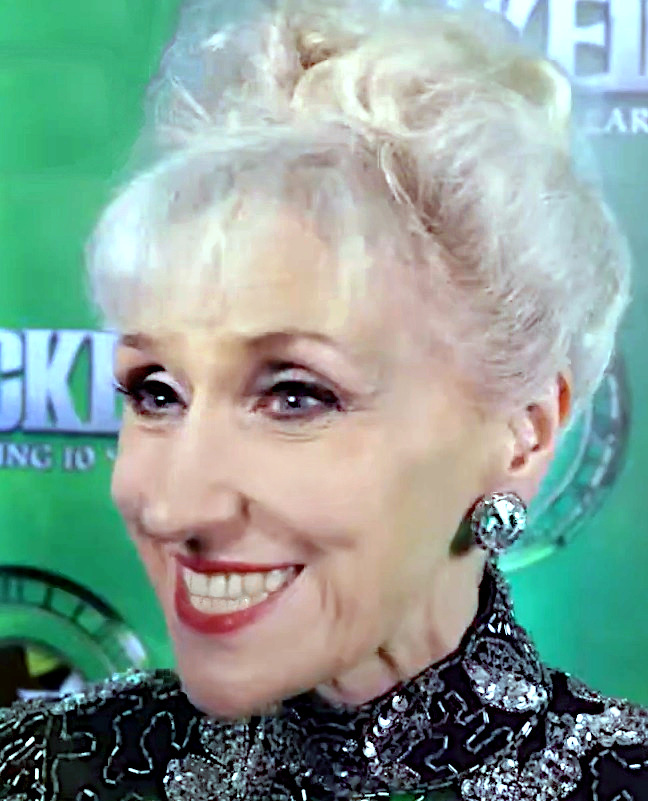
Anita Dobson, interprète de Mrs Flood.

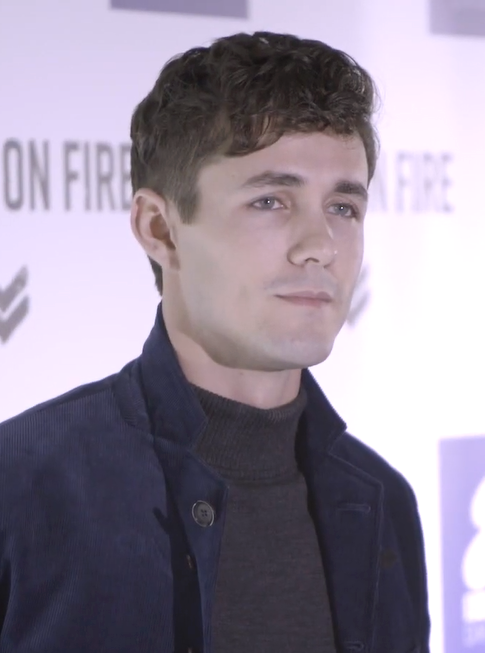
Jonah Hauer-King, interprète de Conrad Clark.

Avant même la diffusion de la Saison 1, Russell T Davies a déclaré déjà travailler sur la Saison 2, en tournage depuis le 23 octobre 2023. Elle sera composée de 8 épisodes et précédée par un épisode spécial de Noël. La production de cette saison a commencé fin août 2023.
Cependant, le 19 janvier 2024, Millie Gibson ne serait plus la seule compagne principale de la saison mais aurait un rôle réduit, et l'actrice Varada Sethu serait aussi présente en tant que nouveau compagnon nommée Belinda Chandra.
La diffusion de la Saison 2 a commencé par l'épisode spécial Noël JOY-eux Noël le 25 décembre 2024,, avec Nicola Coughlan (La Chronique des Bridgerton, Derry Girls) et Joel Fry (Paddington 2, Cruella) comme acteurs guests, et la date de diffusion de la saison elle-même a été annoncé le 26 février 2025, via les réseaux sociaux par la BBC et Disney+ et révèle que la diffusion officielle serait à partir du 12 avril 2025.
Au cours de la saison, le Docteur aura du mal à ramener Belinda Chandra sur Terre, à la date du 24 mai 2025, et l'emmènera dans de nombreuses aventures imprévues. Cette saison voit le retour de UNIT, Ruby (Millie Gibson) et sa famille, ainsi que Mrs Flood (Anita Dobson) plus mystérieuse que jamais. Elle voit également l'arrivée d'un nouveau personnage du nom de Conrad Clark (Jonah Hauer-King) qui semble lié à l'intrigue finale de la saison.
| N°      | Part.   | Titre original                | Titre français                           | Scénario                                | Réalisation        | Première diffusion au Royaume-Uni | Première diffusion en France | Audience (en millions) |
| Spécial | Spécial | Spécial                       | Spécial                                  | Spécial                                 | Spécial            | Spécial                           | Spécial                      | Spécial                |
| ------- | ------- | ----------------------------- | ---------------------------------------- | --------------------------------------- | ------------------ | --------------------------------- | ---------------------------- | ---------------------- |
| 312     | 0       | Joy to the World              | JOY-eux Noël                             | Steven Moffat                           | Alex Sanjiv Pillai | 25 décembre 2024                  | 25 décembre 2024             | 5.91                   |
| Saison  |         |                               |                                          |                                         |                    |                                   |                              |                        |
| 313     | 1       | The Robot Revolution          | La Révolution des Robots                 | Russell T Davies                        | Peter Hoar         | 12 avril 2025                     | 12 avril 2025                | 3.57                   |
| 314     | 2       | Lux                           | Lux                                      | Russell T Davies                        | Amanda Brotchie    | 19 avril 2025                     | 19 avril 2025                | 3.05                   |
| 315     | 3       | The Well                      | Le Puits                                 | Sharma Angel Walfall & Russell T Davies | Amanda Brotchie    | 26 avril 2025                     | 26 avril 2025                | 3.24                   |
| 316     | 4       | Lucky Day                     | Jour de chance                           | Pete McTighe                            | Peter Hoar         | 3 mai 2025                        | 3 mai 2025                   | 2.80                   |
| 317     | 5       | The Story & the Engine        | Le Moteur à Histoires                    | Inua Ellams                             | Makalla McPherson  | 10 mai 2025                       | 10 mai 2025                  | 2.70                   |
| 318     | 6       | The Interstellar Song Contest | Le Concours Interstellaire de la Chanson | Juno Dawson                             | Ben A Williams     | 17 mai 2025                       | 17 mai 2025                  | 3.75                   |
| 319     | 7       | Wish World                    | Le Monde du souhait                      | Russell T Davies                        | Alex Sanjiv Pillai | 24 mai 2025                       | 24 mai 2025                  | 2.86                   |
| 319     | 8       | The Reality War (66 min)      | La Guerre de la réalité                  | Russell T Davies                        | Alex Sanjiv Pillai | 31 mai 2025                       | 31 mai 2025                  | 3.44                   |

## ?? Docteur(2025-Présent)

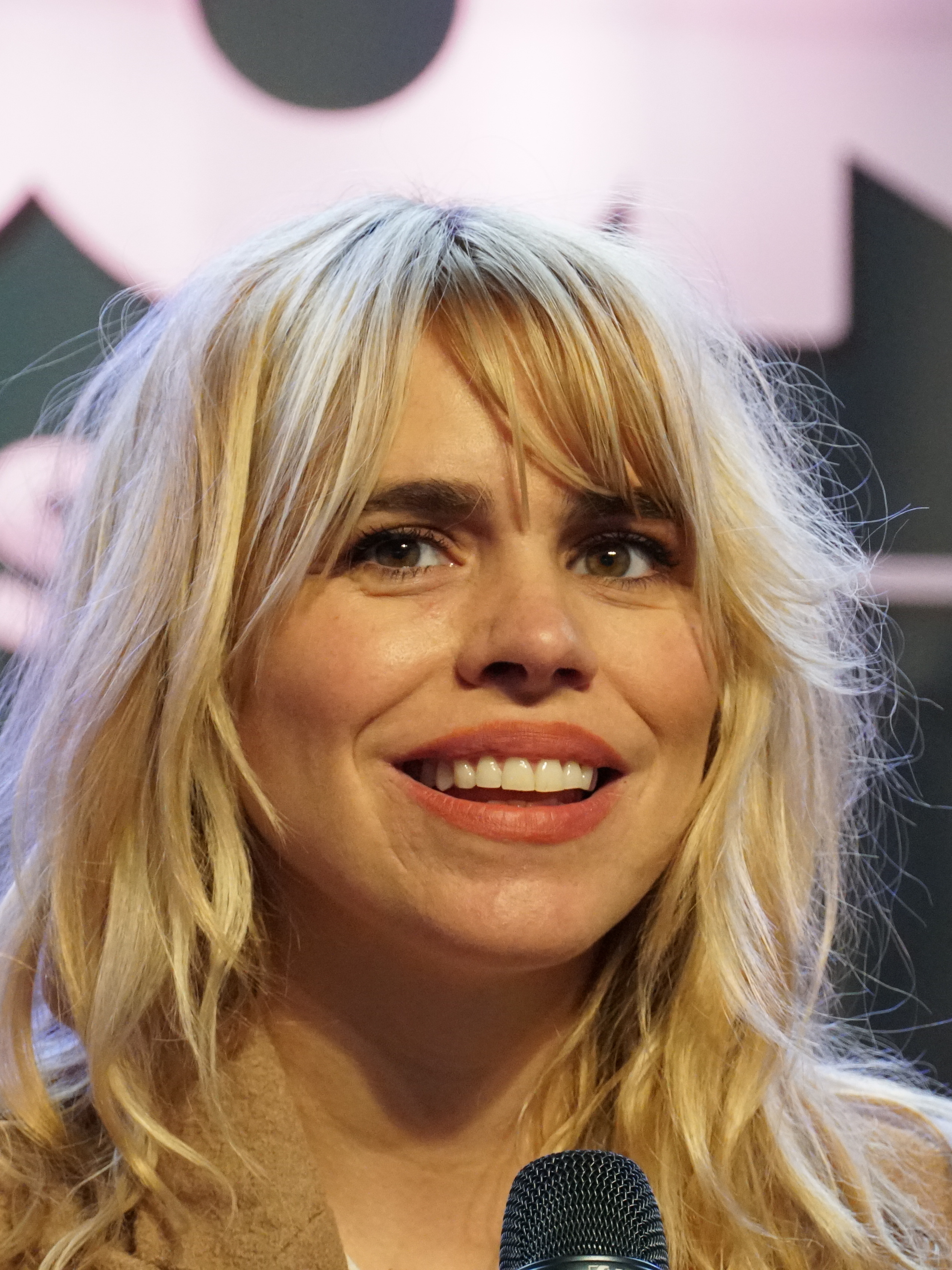
Billie Piper

Le 31 mai 2025, lors de la diffusion de l'épisode final de la Saison 2 de 2025 intitulé La Guerre de la Réalité, le Quinzième Docteur, interprété par Ncuti Gatwa, se régénère à la fin de l'épisode et devient une incarnation inconnue, interprété par Billie Piper. Elle est surtout connue pour avoir jouée le rôle de Rose Tyler au cours de la Saison 1 en 2005, de la Saison 2 en 2006 et de la Saison 4 en 2008, mais aussi pour avoir incarné l'entité Méchant Loup dans l'épisode spécial 50e anniversaire Le Jour du Docteur en 2013.

### 3eet 4eSaison
Dans le SFX Magazine Spécial Doctor Who paru le 1er novembre 2023, Russell T Davies annonce travailler sur le développement de la Saison 3, et révèle qu'il a déjà des plans pour la future Saison 4.
Le 6 décembre 2024, Russell T Davies avoue lors d'une interview que le futur de la série était incertain et que son souhait de "no-gap" entre chaque saison ne peut se réaliser à cause du contrat de base avec Disney+. Ce contrat était constitué des Épisodes Spéciaux pour les 60 ans, de 2 spécial Noël en 2023 et 2024, 2 saisons de 8 épisodes en 2024 et 2025 et un spin-off de 5 épisodes nommé The War Between the Land and the Sea .
Le futur de la série dans sa globalité, ainsi que la participation de Disney+, ont été énormément spéculé sur son intégrité. Si une suite se produit, ça serait une troisième saison qui ne pourrait être diffusé qu'en 2027 au plus tôt.
Peu de temps après le début de diffusion de la Saison 2, Russell T Davies, dans l'émission Newsround sur CBBC, pense qu'une interruption, si ça devait arriver, pourrait durer un petit moment. Il explique : "Parfois il peut y avoir une pause, le public de Newsround de maintenant va grandir pour les prochaines années, commenceront à écrire des histoires et ils la ramèneront."
Le 16 mai 2025, un article du Mirror réponds aux inquiétudes quant au futur de la série. Il est dorénavant confirmé que Doctor Who continuera sur BBC One, avec ou sans l'aide de Disney+, mais qu'il faudra attendre 2027 pour revoir la série. Russell T Davies travaille déjà sur des scénarios pour les deux prochaines saisons.

## Épisodes spéciaux hors saisons
| Titre                                      | Épisodes | Durée totale | Occasion | Scénario                                | Réalisation                                | Diffusion originale |
| ------------------------------------------ | -------- | ------------ | --- | --------------------------------------- | ------------------------------------------ | ------------------- |
| Lenny Henry Regenerates into David Tennant | 1        | 2 min        | Comic Relief Special | NC                                      | NC                                         | 17 mars 2023        |
| 2023: The Eurovision Audition Tapes        | 1        | 13 min       | Comic Relief Special | NC                                      | NC                                         | 17 mars 2023        |
| Tales of the TARDIS                        | 6        | 600 min      | 6 histoires classiques de Doctor Who avec de nouvelles scènes avant et après. Avec le 5e & Tegan, 6e & Peri, 7e Docteur & Ace, Vicki & Steven, Jamie & Zoe, Jo & Clyde Earthshock, The Mind Robber, Vengeance on Varos, The Three Doctors, The Time Meddler, The Curse of Fenric | Russell T Davies Pete McTighe Phil Ford | Joshua M.G. Thomas                         | 1er novembre 2023 , |
| Destination: Skaro                         | 1        | 5 min        | Children in Need Special (Segment qui suit les événements de Liberation of the Daleks) | Russell T Davies                        | Jamie Donoughue                            | 17 novembre 2023    |
| The Daleks in Colour                       | 1        | 75 min       | Réédition de l'arc The Daleks en couleurs à l'occasion du 60e anniversaire de la série (Les 7 épisodes de 25 min ont été regroupés dans un film de 75 min) | Terry Nation                            | Richard Martin (Réédité par Benjamin Cook) | 23 novembre 2023    |
| Doctor Who: The Bedtime Story              | 1        | 5 min        | CBeebies Bedtime Stories | Oliver Jeffers                          | NC                                         | 24 novembre 2023    |
| Tales of the TARDIS: Pyramids of Mars      | 1        | 76 min       | 1 histoire supplémentaire au spin-off Tales of the TARDIS. Avec le 15e Docteur et Ruby Sunday qui se trouvent bloqué dans le "Memory TARDIS" pendant leur bataille. | Russell T Davies                        | Jamie Donoughue                            | 20 juin 2024        |
| Bad Music                                  | 1        | 5 min        | Minisode audio diffusé pendant Doctor Who at the Proms 2024, une section de BBC Proms 2024. Ce minisode met en avant le personnage de Maestro (Jinkx Monsoon) avec le Vlinx (Nicholas Briggs) et le Quinzième Docteur (Ncuti Gatwa)                                              | Russell T Davies                        | Phil Collinson                             | 26 août 2024        |
| The War Games in Colour                    | 1        | 90 min       | Réédition de l'arc The War Games en couleurs rajoutant la scène de régénération du 2e au 3e Docteur au complet. (Les 10 épisodes de 25 min ont été regroupé dans un film de 90 min)                                                                                              | Terrance Dicks et Malcolm Hulke         | David Maloney (Réédité par Benjamin Cook)  | 23 décembre 2024    |
| 20 Years in Wales (DW: Unleashed Special)  | 1        | 59 min       | Épisode spécial de Doctor Who: Unleashed pour célébrer les 20 ans de la « New Who ». | NC                                      | Jonathan Aiken                             | 7 juin 2025         |